# 8비트 컴퓨팅
컴퓨터 구조에서 8비트 정수, 메모리 주소, 다른 데이터 장치들은 8 비트 너비의 영역을 갖는다. 또, 8비트 CPU, ALU 구조는 이러한 크기의 레지스터, 주소 버스, 데이터 버스에 기반을 두고 있다.
8비트는 또한 중앙 처리 장치의 버스(BUS)가 8비트 단위로 자료를 전송하는 컴퓨터 세대를 가리키기도 하며 이를 8비트 컴퓨터라고도 부른다. 좁은 의미에서는 IBM-PC이전의 컴퓨터를 대강 이르는 말이다.

## 8비트 CPU 목록
- 인텔 8008
- 인텔 8080 (8008 소스 호환)
- 인텔 8085 (8080 이진 호환)
- 인텔 8051 (하버드 구조)

- 자일로그 Z80 (8080 이진 호환)
- 자일로그 Z180 (Z80 이진 호환)
- 자일로그 Z8
- 자일로그 eZ80 (Z80 이진 호환)

- 모토로라 6800
- 모토로라 6809 (부분적으로 6800 호환)
- MOS 테크놀로지 6502

- 마이크로칩 PIC10
- 마이크로칩 PIC12
- 마이크로칩 PIC16
- 마이크로칩 PIC18
- Atmel AVR 계열 마이크로컨트롤러

## 8비트 CPU를 사용한 컴퓨터
- 애플 2 시리즈 (6502계열)
  - 애플 2 플러스
  - 애플 //e
  - 애플 //c

- 대우
  - DPC-180 (MSX, Z80)
  - DPC-200 (MSX, Z80)
  - CPC-300 (MSX2, Z80)
  - CPC-400 (MSX2, Z80)
  - CPC-400s (MSX2, Z80, 수퍼임포즈, 디지타이저 기능)

- 삼성
  - SPC-300 (싱클레어 호환, Z80)
  - SPC-600 (싱클레어 QL 호환, MC68008)
  - SPC-650 (싱클레어 QL 호환, MC68008)
  - SPC-800 (MSX, Z80)
  - SPC-1000 (Z80, 샤프의 MZ시리즈에서 따온 부분이 많지만 다른 기종이다.)
  - SPC-1000A (Z80, Audio 기능)
  - SPC-1100 (Z80)
  - SPC-1500 (Z80, 삼성전자의 마지막 가정용 8비트 컴퓨터)

- 금성
  - FC-30 (싱클레어 호환, Z80)
  - FC-80 (MSX, Z80)
  - GFC-1080 (MSX, Z80, Pasocalc 내장)
  - FC-100 (Z80)
  - FC-150 (Z80, 일본 SORD사 제품 M5의 복제품)
  - FC-200 (MSX, Z80)